# Trượt ván trên tuyết tại Thế vận hội Mùa đông 2018 - Địa hình tốc độ nam
Nội dung trượt ván tuyết địa hình tốc độ nam (snowboard cross) của Thế vận hội Mùa đông 2018 diễn ra vào ngày 15 tháng 2 năm 2018 tại Công viên Phoenix Bogwang ở Pyeongchang, Hàn Quốc.

## Kết quả

### Phân hạt giống
Vòng phân hạt giống diễn ra lúc 11:00.
| Hạng | Số áo | Tên                 | Quốc gia                     | Lượt 1  | Lượt 2  | Tốt nhất | Ghi chú |
| ---- | ----- | ------------------- | ---------------------------- | ------- | ------- | -------- | ------- |
| 1    | 15    | Pierre Vaultier     | Pháp                         | 1:13.14 | —       | 1:13.14  |         |
| 2    | 7     | Omar Visintin       | Ý                            | 1:13.25 | —       | 1:13.25  |         |
| 3    | 9     | Regino Hernández    | Tây Ban Nha                  | 1:13.67 | —       | 1:13.67  |         |
| 4    | 22    | Nikolay Olyunin     | Vận động viên Olympic từ Nga | 1:13.78 | —       | 1:13.78  |         |
| 5    | 29    | Merlin Surget       | Pháp                         | 1:13.82 | —       | 1:13.82  |         |
| 6    | 5     | Hagen Kearney       | Hoa Kỳ                       | 1:13.94 | —       | 1:13.94  |         |
| 7    | 1     | Martin Nörl         | Đức                          | 1:14.12 | —       | 1:14.12  |         |
| 8    | 17    | Kevin Hill          | Canada                       | 1:14.24 | —       | 1:14.24  |         |
| 9    | 31    | Kalle Koblet        | Thụy Sĩ                      | 1:14.25 | —       | 1:14.25  |         |
| 10   | 27    | Ken Vuagnoux        | Pháp                         | 1:14.29 | —       | 1:14.29  |         |
| 11   | 23    | Chris Robanske      | Canada                       | 1:14.35 | —       | 1:14.35  |         |
| 11   | 25    | Cameron Bolton      | Úc                           | 1:14.35 | —       | 1:14.35  |         |
| 13   | 26    | Lorenzo Sommariva   | Ý                            | 1:14.36 | —       | 1:14.36  |         |
| 14   | 11    | Paul Berg           | Đức                          | 1:14.39 | —       | 1:14.39  |         |
| 15   | 10    | Nick Baumgartner    | Hoa Kỳ                       | 1:14.46 | —       | 1:14.46  |         |
| 16   | 28    | Hanno Douschan      | Áo                           | 1:14.53 | —       | 1:14.53  |         |
| 17   | 16    | Markus Schairer     | Áo                           | 1:14.56 | —       | 1:14.56  |         |
| 18   | 4     | Emanuel Perathoner  | Ý                            | 1:14.62 | —       | 1:14.62  |         |
| 19   | 21    | Jonathan Cheever    | Hoa Kỳ                       | 1:14.72 | —       | 1:14.72  |         |
| 20   | 13    | Alex Pullin         | Úc                           | 1:14.76 | —       | 1:14.76  |         |
| 21   | 33    | Jérôme Lymann       | Thụy Sĩ                      | 1:14.77 | —       | 1:14.77  |         |
| 22   | 14    | Adam Lambert        | Úc                           | 1:14.94 | —       | 1:14.94  |         |
| 23   | 30    | Anton Lindfors      | Phần Lan                     | 1:15.01 | —       | 1:15.01  |         |
| 24   | 2     | Alessandro Hämmerle | Áo                           | 1:15.03 | —       | 1:15.03  |         |
| 25   | 12    | Jarryd Hughes       | Úc                           | 1:15.69 | 1:13.73 | 1:13.73  |         |
| 26   | 6     | Lucas Eguibar       | Tây Ban Nha                  | 1:18.42 | 1:14.45 | 1:14.45  |         |
| 27   | 3     | Mick Dierdorff      | Hoa Kỳ                       | 1:15.47 | 1:14.52 | 1:14.52  |         |
| 28   | 19    | Michele Godino      | Ý                            | 1:20.88 | 1:14.96 | 1:14.96  |         |
| 29   | 39    | Steven Williams     | Argentina                    | 1:17.12 | 1:15.35 | 1:15.35  |         |
| 30   | 32    | Lluís Marin Tarroch | Andorra                      | 1:15.47 | 1:15.37 | 1:15.37  |         |
| 31   | 35    | Daniil Dilman       | Vận động viên Olympic từ Nga | 1:15.40 | 1:16.11 | 1:15.40  |         |
| 32   | 34    | Jan Kubičík         | Cộng hòa Séc                 | 1:15.73 | 1:16.25 | 1:15.73  |         |
| 33   | 20    | Konstantin Schad    | Đức                          | 1:15.73 | DNS     | 1:15.73  |         |
| 34   | 38    | Éliot Grondin       | Canada                       | 1:28.89 | 1:15.93 | 1:15.93  |         |
| 35   | 36    | Loan Bozzolo        | Pháp                         | 1:16.15 | 1:16.11 | 1:16.11  |         |
| 36   | 24    | Duncan Campbell     | New Zealand                  | 1:16.68 | DNF     | 1:16.68  |         |
| 37   | 37    | Laro Herrero        | Tây Ban Nha                  | 1:17.62 | 1:16.97 | 1:16.97  |         |
| 38   | 8     | Lukas Pachner       | Áo                           | 1:16.99 | 1:17.48 | 1:16.99  |         |
| 39   | 40    | Mateusz Ligocki     | Ba Lan                       | 1:19.48 | 1:19.22 | 1:19.22  |         |
| 40   | 18    | Baptiste Brochu     | Canada                       | DNS     | DNS     | DNS      |         |

### Vòng đấu loại trực tiếp
Ba người về đích nhanh nhất ở mỗi nhóm lọt vào vòng kế tiếp. Ở bán kết ba người đứng đầu ở mỗi nhóm tiến vào chung kết tranh huy chương. Người thứ 4 đến thứ sáu của mỗi nhóm tham dự chung kết nhỏ.

#### Vòng 1/8
| Hạng | Số áo | Tên             | Quốc gia | Ghi chú |
| ---- | ----- | --------------- | -------- | ------- |
| 1    | 25    | Jarryd Hughes   | Úc       | Q       |
| 2    | 1     | Pierre Vaultier | Pháp     | Q       |
| 3    | 17    | Markus Schairer | Áo       | Q       |
| 4    | 16    | Hanno Douschan  | Áo       |         |
|      | 40    | Baptiste Brochu | Canada   | DNS     |

| Hạng | Số áo | Tên                 | Quốc gia     | Ghi chú |
| ---- | ----- | ------------------- | ------------ | ------- |
| 1    | 24    | Alessandro Hämmerle | Áo           | Q       |
| 2    | 8     | Kevin Hill          | Canada       | Q       |
| 3    | 9     | Kalle Koblet        | Thụy Sĩ      | Q       |
| 4    | 33    | Konstantin Schad    | Đức          |         |
| 5    | 32    | Jan Kubičík         | Cộng hòa Séc |         |

| Hạng | Số áo | Tên             | Quốc gia    | Ghi chú |
| ---- | ----- | --------------- | ----------- | ------- |
| 1    | 21    | Jérôme Lymann   | Thụy Sĩ     | Q       |
| 2    | 12    | Cameron Bolton  | Úc          | Q       |
| 3    | 5     | Merlin Surget   | Pháp        | Q       |
| 4    | 29    | Steven Williams | Argentina   |         |
| 5    | 36    | Duncan Campbell | New Zealand |         |

| Hạng | Số áo | Tên               | Quốc gia                     | Ghi chú |
| ---- | ----- | ----------------- | ---------------------------- | ------- |
| 1    | 4     | Nikolay Olyunin   | Vận động viên Olympic từ Nga | Q       |
| 2    | 20    | Alex Pullin       | Úc                           | Q       |
| 3    | 28    | Michele Godino    | Ý                            | Q       |
| 4    | 13    | Lorenzo Sommariva | Ý                            |         |
| 5    | 37    | Laro Herrero      | Tây Ban Nha                  |         |

| Hạng | Số áo | Tên              | Quốc gia    | Ghi chú |
| ---- | ----- | ---------------- | ----------- | ------- |
| 1    | 27    | Mick Dierdorff   | Hoa Kỳ      | Q       |
| 2    | 14    | Paul Berg        | Đức         | Q       |
| 3    | 3     | Regino Hernández | Tây Ban Nha | Q       |
| 4    | 19    | Jonathan Cheever | Hoa Kỳ      |         |
| 5    | 37    | Lukas Pachner    | Áo          |         |

| Hạng | Số áo | Tên                 | Quốc gia | Ghi chú |
| ---- | ----- | ------------------- | -------- | ------- |
| 1    | 6     | Hagen Kearney       | Hoa Kỳ   | Q       |
| 2    | 11    | Chris Robanske      | Canada   | Q       |
| 3    | 35    | Loan Bozzolo        | Pháp     | Q       |
| 4    | 22    | Adam Lambert        | Úc       |         |
| 5    | 30    | Lluís Marin Tarroch | Andorra  |         |

| Hạng | Số áo | Tên            | Quốc gia                     | Ghi chú |
| ---- | ----- | -------------- | ---------------------------- | ------- |
| 1    | 7     | Martin Nörl    | Đức                          | Q       |
| 2    | 10    | Ken Vuagnoux   | Pháp                         | Q       |
| 3    | 23    | Anton Lindfors | Phần Lan                     | Q       |
| 4    | 31    | Daniil Dilman  | Vận động viên Olympic từ Nga |         |
| 5    | 34    | Éliot Grondin  | Canada                       |         |

| Hạng | Số áo | Tên                | Quốc gia    | Ghi chú |
| ---- | ----- | ------------------ | ----------- | ------- |
| 1    | 18    | Emanuel Perathoner | Ý           | Q       |
| 2    | 15    | Nick Baumgartner   | Hoa Kỳ      | Q       |
| 3    | 39    | Mateusz Ligocki    | Ba Lan      | Q       |
| 4    | 2     | Omar Visintin      | Ý           |         |
|      | 26    | Lucas Eguibar      | Tây Ban Nha | DNF     |

#### Tứ kết
| Hạng | Số áo | Tên                 | Quốc gia | Ghi chú |
| ---- | ----- | ------------------- | -------- | ------- |
| 1    | 1     | Pierre Vaultier     | Pháp     | Q       |
| 2    | 25    | Jarryd Hughes       | Úc       | Q       |
| 3    | 24    | Alessandro Hämmerle | Áo       | Q       |
| 4    | 8     | Kevin Hill          | Canada   |         |
|      | 17    | Markus Schairer     | Áo       | DNF     |
|      | 9     | Kalle Koblet        | Thụy Sĩ  | DNF     |

| Hạng | Số áo | Tên             | Quốc gia                     | Ghi chú |
| ---- | ----- | --------------- | ---------------------------- | ------- |
| 1    | 4     | Nikolay Olyunin | Vận động viên Olympic từ Nga | Q       |
| 2    | 20    | Alex Pullin     | Úc                           | Q       |
| 3    | 12    | Cameron Bolton  | Úc                           | Q       |
| 4    | 21    | Jérôme Lymann   | Thụy Sĩ                      |         |
|      | 5     | Merlin Surget   | Pháp                         | DNF     |
|      | 28    | Michele Godino  | Ý                            | DNF     |

| Hạng | Số áo | Tên              | Quốc gia    | Ghi chú |
| ---- | ----- | ---------------- | ----------- | ------- |
| 1    | 3     | Regino Hernández | Tây Ban Nha | Q       |
| 2    | 27    | Mick Dierdorff   | Hoa Kỳ      | Q       |
| 3    | 11    | Chris Robanske   | Canada      | Q       |
| 4    | 6     | Hagen Kearney    | Hoa Kỳ      |         |
|      | 14    | Paul Berg        | Đức         | DNF     |
|      | 35    | Loan Bozzolo     | Pháp        | DNF     |

| Hạng | Số áo | Tên                | Quốc gia | Ghi chú |
| ---- | ----- | ------------------ | -------- | ------- |
| 1    | 7     | Martin Nörl        | Đức      | Q       |
| 2    | 15    | Nick Baumgartner   | Hoa Kỳ   | Q       |
| 3    | 23    | Anton Lindfors     | Phần Lan | Q       |
| 4    | 18    | Emanuel Perathoner | Ý        |         |
|      | 10    | Ken Vuagnoux       | Pháp     | DNF     |
|      | 39    | Mateusz Ligocki    | Ba Lan   | DNF     |

#### Bán kết
| Hạng | Số áo | Tên                 | Quốc gia                     | Ghi chú |
| ---- | ----- | ------------------- | ---------------------------- | ------- |
| 1    | 20    | Alex Pullin         | Úc                           | Q       |
| 2    | 25    | Jarryd Hughes       | Úc                           | Q       |
| 3    | 1     | Pierre Vaultier     | Pháp                         | Q       |
| 4    | 12    | Cameron Bolton      | Úc                           |         |
| 5    | 24    | Alessandro Hämmerle | Áo                           |         |
|      | 4     | Nikolay Olyunin     | Vận động viên Olympic từ Nga | DNF     |

| Hạng | Số áo | Tên              | Quốc gia    | Ghi chú |
| ---- | ----- | ---------------- | ----------- | ------- |
| 1    | 3     | Regino Hernández | Tây Ban Nha | Q       |
| 2    | 15    | Nick Baumgartner | Hoa Kỳ      | Q       |
| 3    | 27    | Mick Dierdorff   | Hoa Kỳ      | Q       |
| 4    | 7     | Martin Nörl      | Đức         |         |
| 5    | 23    | Anton Lindfors   | Phần Lan    |         |
|      | 11    | Chris Robanske   | Canada      | DNF     |

#### Chung kết
Chung kết nhỏ
| Hạng | Số áo | Tên                 | Quốc gia                     | Ghi chú |
| ---- | ----- | ------------------- | ---------------------------- | ------- |
| 7    | 24    | Alessandro Hämmerle | Áo                           |         |
| 8    | 7     | Martin Nörl         | Đức                          |         |
| 9    | 23    | Anton Lindfors      | Phần Lan                     |         |
| 10   | 12    | Cameron Bolton      | Úc                           |         |
| 11   | 4     | Nikolay Olyunin     | Vận động viên Olympic từ Nga | DNS     |
| 11   | 11    | Chris Robanske      | Canada                       | DNS     |

Chung kết tranh huy chương
| Hạng | Số áo | Tên              | Quốc gia    | Ghi chú |
| ---- | ----- | ---------------- | ----------- | ------- |
| 1    | 1     | Pierre Vaultier  | Pháp        |         |
| 2    | 25    | Jarryd Hughes    | Úc          |         |
| 3    | 3     | Regino Hernández | Tây Ban Nha |         |
| 4    | 15    | Nick Baumgartner | Hoa Kỳ      |         |
| 5    | 27    | Mick Dierdorff   | Hoa Kỳ      |         |
| 6    | 20    | Alex Pullin      | Úc          | DNF     |